# Eugène Moke
Pour les articles homonymes, voir Moke.
Eugène Moke Motsüri, né le 25 mars 1916 à Mongobele et mort à Kinshasa le 6 avril 2015 , est un évêque catholique du Congo-Kinshasa.

## Biographie
Eugène Moke est né le 25 mars 1916 à Mongobele dans le district du Mai-Ndombe, dans la province du Bandundu au Congo belge. Il fait ses études au collège Saint-Joseph de Kinshasa (à l’époque Léopoldville). Il entre à l'âge de 15 ans au petit séminaire de Mbata-Kiela, dans le diocèse de Boma, et en 1934, il continue ses études au petit séminaire de Bolongo, et en 1937, il est admis au grand séminaire de Kabwe. Il est ordonné prêtre le 9 juin 1946 à Léopoldville, et en 1964, il est nommé vicaire général, notamment auprès de la pastorale des vocations diocésaines. Il est nommé évêque auxiliaire de l’archidiocèse de Kinshasa le 1er septembre 1970 avec le siège titulaire de Lestrona (de), et est consacré par le cardinal Joseph-Albert Malula le 6 décembre 1970. Il se retire de sa charge le 11 mai 1991.